# The Amazing Jeckel Brothers
The Amazing Jeckel Brothers ist das fünfte Studioalbum des US-amerikanischen Horrorcore-Duos Insane Clown Posse. Es erschien am 25. Mai 1999.

## Hintergründe
Bei The Amazing Jeckel Brothers handelt es sich um die fünfte Joker's Card im ersten Deck des Dark Carnival-Konzeptes. Dieses ist eine sich über mehrere Alben der Gruppe hinweg ziehende Narrative, die pro Werk einen oder, wie in diesem Fall, mehrere zusammenhängende Charaktere vorstellt, welche im fiktionalen Universum, in dem die Musik angesiedelt ist, jeweils eine bestimmte Rolle in dessen Philosophie übernehmen.
Zeitgleich ist es auch das zweite Album des Duos, welches bei Island Records erschien. Das letzte Werk der Musiker, The Great Milenko, geriet in die Schlagzeilen, als Hollywood Records es nach kurzer Zeit wieder aus den Regalen nehmen ließ, da es nicht dem familienfreundlichen Anspruch entsprach, der von der übergeordneten Firma Disney erwartet wurde, woraufhin die Band bei Island Records unter Vertrag genommen wurde, wo das Album erneut erschien. Der Vorfall und das dadurch gesteigerte Medieninteresse bedeuteten den kommerziellen Durchbruch für die Gruppe und sorgten dafür, dass das Nachfolgewerk The Amazing Jeckel Brothers in den USA bereits im Vorfeld erwartet wurde.
Während der Arbeit am Album hörten beide Rapper häufig Musik von Michael Jackson, Violent J im Speziellen zudem auch welche von Pearl Jam. Von den Liedern des erstgenannten Interpreten hätten sie gelernt, „kristallklare“ Musik zu machen, wie sie etwa auch Dr. Dre produziere. Sie wollten ihre Songs nicht „schmutzig“ wie jene des Wu-Tang Clan klingen lassen, obwohl sie diese Gruppe auch schätzen würden. Zu dem Lied Fuck the World wurden sie inspiriert, als sie für ihr Album The Great Milenko stark kritisiert wurden.
Sämtliche Songs wurden von Mike E. Clarke produziert und mit Ausnahme von Assassins, welches eine Coverversion des gleichnamigen, von Prince Johnny C verfassten Geto-Boys-Titels darstellt, von den Künstlern zusammen mit ihm geschrieben. Als Gastinterpreten treten The Jerky Boys, Ol’ Dirty Bastard, Snoop Dogg und Twiztid auf.
Aus dem Album wurden vier Singles ausgekoppelt: Echo Side (zusammen mit Twiztid als Supergroup Dark Lotus), Another Love Song, Fuck the World (unter dem Namen Fxck the World) und Mad Professor.

## Musik und Texte
The Amazing Jeckel Brothers ist dem Stil des Horrorcore zuzuordnen, einem Subgenre des Hip-Hop, welches sich durch lyrische und musikalische Ästhetiken und Motive der Horrorliteratur auszeichnet. Darüber hinaus kann es durch seine Vermischung von Stilmitteln der klassischen Rapmusik und harten E-Gitarren auch zum Rap-Rock zugezählt werden. Inhaltlich ist das Album geprägt von Brutalität, angsteinflößenden Inhalten und Provokation, die mitunter auch stark schwarzhumorig sind, wobei diese jedoch vor dem Hintergrund einer überliegenden Moral thematisiert werden. Die Prämisse des Konzeptalbums ist, dass die beiden titelgebenden Jeckel-Brüder Jack und Jake, welche die gute und schlechte Seite einer jeden Person repräsentieren, mit Feuerkugeln jonglieren, welche die Sünden des Betroffenen darstellen. Sollten diese so zahlreich sein, dass die Gebrüder nicht mehr in der Lage wären, die Jonglage zu vollführen, würde man in die Hölle kommen.

## Covergestaltung
Das gezeichnete Coverartwork zu The Amazing Jeckel Brothers ist in zwei Varianten erhältlich; eine zeigt Jake, die andere Jack Jeckel. Beide Motive ähneln sich jedoch stark: aus den Flammen einer auf einem Schädel stehenden Kerze steigt der mit Clown-Makeup geschminkte Kopf des jeweiligen Bruders auf, dieser hat struppiges Haar und lange, spitz zulaufende Zähne. Klein sind darunter die Hände zu sehen, die drei Feuerbälle über das Haupt des Charakters schupfen. Es werden nur die Farben Gelb, Rot und Schwarz verwendet. Die zwei Versionen unterscheiden sich dadurch, dass die Farben in den Gesichtern umgekehrt wurden, die Feuerbälle in die entgegengesetzte Richtung jongliert werden und Jake lacht, während Jake grimmig dreinblickt.

## Titelliste
| Nr. | Titel                                              | Länge |
| --- | -------------------------------------------------- | ----- |
| 1.  | Intro                                              | 1:19  |
| 2.  | Jake Jeckel                                        | 1:26  |
| 3.  | Bring It On                                        | 4:28  |
| 4.  | I Want My Shit                                     | 5:20  |
| 5.  | Bitches (feat. Ol’ Dirty Bastard & The Jerky Boys) | 4:33  |
| 6.  | Terrible                                           | 4:20  |
| 7.  | I Stab People                                      | 1:38  |
| 8.  | Another Love Song                                  | 4:12  |
| 9.  | Everybody Rize                                     | 3:21  |
| 10. | Play With Me                                       | 4:18  |
| 11. | Jack Jeckel                                        | 1:26  |
| 12. | Fuck the World                                     | 3:43  |
| 13. | The Shaggy Show (feat. Snoop Dogg)                 | 6:32  |
| 14. | Mad Professor                                      | 5:50  |
| 15. | Assassins (feat. The Jerky Boys)                   | 5:15  |
| 16. | Echo Side (feat. Twiztid)                          | 5:41  |
| 17. | Nothing’s Left                                     | 6:09  |

## Kritik
Die Kritiken zu The Amazing Jeckel Brothers fielen stark unterschiedlich aus. Es wurde je nach Rezension mitunter gänzlich vernichtend oder überschwänglich positiv bewertet.
Zu den Magazinen, die dem Werk mit am wenigsten wohlwollend gegenüber standen, gehören unter anderem Rolling Stone und New Musical Express. Sie kritisierten insbesondere den kommerziellen Charakter des ganzen Musikprojektes, das mit The Amazing Jeckel Brothers sein Mainstreamdebüt feierte, sowie die vielen Gimmicks, mit denen die Gruppe vermutlich eine junge, rebellische Zielgruppe ansprechen wolle. Außerdem wurde empfunden, dass die beiden Rapper kein lyrisches Talent besäßen und sich stattdessen auf Schockmomente berufen, die nicht mehr schockieren würden. Das Konzept des Albums, die Aussortierung von Gut und Böse, wurde als abgedroschen empfunden. Es wurde ein Vergleich zu den damals gerade erst bekannt gewordenen Musikern Eminem und Kid Rock gezogen, wobei argumentiert wurde, dass sich ersterer trotz ähnlich dämonischer Themen zumindest einer realistischen Erzählweise bedient und Einblicke in sein zerstörtes Selbstwertgefühl böte. Insane Clown Posse hätten hingegen lächerliche, sexistische Comicbuch-Fantasien, die sie hinter ihrer verstörenden und bedenklich populären Dark Carnival-Philosophie verstecken würden.
Währenddessen vergab die deutsche Website laut.de ihre Höchstwertung von 5 Sternen und inkludierte das Album in ihrer Rubrik Meilensteine, in der sie wichtigen bzw. großartigen Alben der Musikgeschichte huldigt; und sowohl AllMusic als auch Willamette Week bewerteten es als das beste Insane Clown Posse-Album sowie als rundum gelungen. Mehrfach wurde das Konzept des Werkes gepriesen, welches ihm eine Struktur und ein Momentum gäbe, und ein Zeichen für die Entwicklung größerer Ambitionen seitens der Gruppe wäre. In weiterer Folge wurde auch seine Rolle in der Gesamtprämisse des Dark Carnival-Konzeptes hervorgehoben, welches als in der Musikgeschichte einmalig ausgefeilt rezipiert wurde. Man lobte darüber hinaus, dass sich die Band nach Ausflügen in den Metal auf dem Vorgängeralbum nun wieder vorwiegend dem Hip-Hop widme, diesen mit Rock und Pop mische und so einen abwechslungsreichen, dichten Rap-Rock-Klassiker geschaffen hätte. Die technische Limitiertheit der Rapper würde durch Inhalt, Moral und Themenvielfalt gänzlich wettgemacht werden.
Sowohl die positiven als auch die negativen Kritiken lobten zudem die hochwertige Produktion von Mike E. Clarke.

## Erfolg
In den USA war The Amazing Jeckel Brothers ein großer kommerzieller Erfolg. Das Album erreichte Platz 4 der dortigen Charts und wurde mit einer Platinschallplatte ausgezeichnet. Im Vereinigten Königreich verkaufte es sich deutlich schlechter und erreichte Position 99. Im Rest der Welt konnte es sich nicht in den Charts beweisen.